# 프로콥토돈
프로콥토돈(Procoptodon)은 신생대 플라이스토세에 지금의 호주 뉴사우스웨일즈주의 반건조 지역에서 살았던 캥거루이다. 속명의 뜻은 '앞으로 절단된 치아'를 의미한다.

## 특징

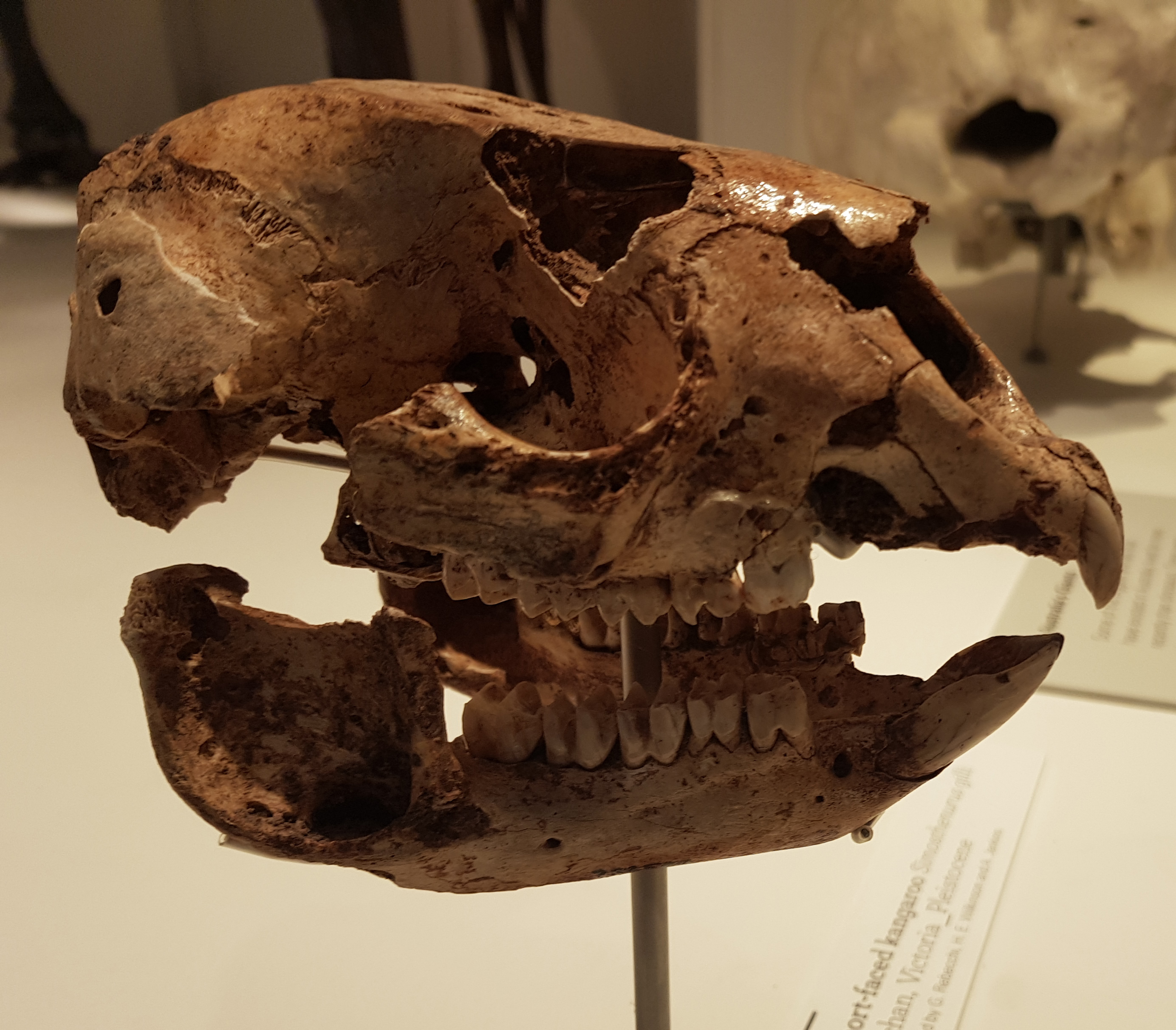
프로콥토돈의 두개골 화석

프로콥토돈의 몸길이는 1 ~ 2 미터 (3.3 ~ 6.6 ft)였고, 몸무게는 200 ~ 240 킬로그램 (440 ~ 530 lb)였다. 얼굴이 짧았고, 납작했으며 눈이 앞쪽을 향하고 있었다. 발에는 말발굽과 비슷하게 생긴 큰 발가락이 하나 있었다. 주로 나무와 관목의 잎을 주식으로 했으며, 이를 통해 프로콥토든이 걸어서 넓은 숲과 평원을 빠르게 이동하면서 풀과 잎을 찾아 먹었을 것으로 추정된다. 앞발에는 큰 발톱이 달린 긴 손가락 두 개가 있었는데, 이 긴 발톱은 나뭇가지를 잡고 입으로 먹을 수 있는 거리까지 잎을 당겨오는 데 사용되었을 것으로 추정된다.
프로콥토돈은 점프를 할 수 없었고, 무거운 무게 때문에 충분히 가속해서 빠르게 달릴 수도 수도 없었을 것으로 추정된다. 넓은 엉덩이와 발목 관절은 비틀림이나 뒤틀림을 견뎌낼 수 있도록 적응되어 있었다.

## 멸종

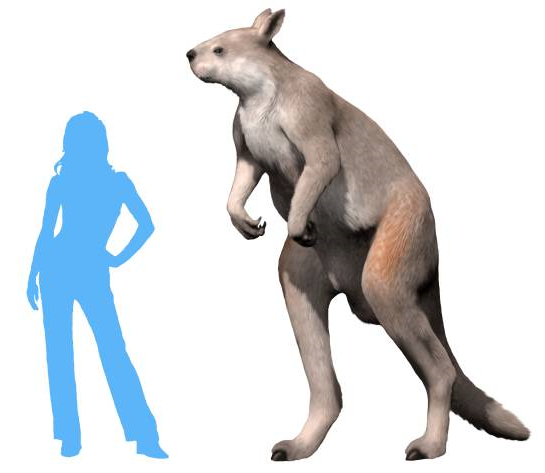
인간과의 크기 비교

프로콥토돈은 다른 신생대 생물들의 멸종 시기와 비교했을 때 비교적 최근인 약 45,000년 전까지 존재했다. 일부 학자들의 주장에 따르면 약 18,000년 전까지도 살아남았을 수도 있다고 추정된다. 프로콥토돈의 결정적인 멸종 원인은 '인간의 사냥으로 인한 것'이라는 가설이 가장 유력한데, 이 가설을 지지하는 사람들은 인간이 호주 본토에 도착한 시기가 프로콥토돈이 사라진 시기와 거의 같다고 주장한다. 또한 멸종이 발생한 시기가 프로콥토돈이 생존했던 시기 중 비교적 안정적인 기후를 가졌던 것도 또다른 증거이다. 그러나, 프로콥토돈의 화석을 분석한 결과 인간이 프로콥토돈을 사냥해 잡아먹었다는 증거는 아직 발견되지 않았다.